# Neoclytus canescens
Neoclytus canescens är en skalbaggsart som beskrevs av Martins och Maria Helena M. Galileo 2005. Neoclytus canescens ingår i släktet Neoclytus och familjen långhorningar. Inga underarter finns listade i Catalogue of Life.